# Zagradišče
Zagradišče este o localitate din comuna Ljubljana, Slovenia, cu o populație de 74 de locuitori.